# アケガイ
アケガイ（朱貝、学名:Paphia vernicosa, 英: varnished Venus, 中: 滑頂橫簾蛤）はマルスダレガイ科の二枚貝である。 学名は1861年にA. A. グールドによって命名された。別名:アワスダレガイ。

## 分布
日本、中国など。日本国内では北海道南部から九州。

## 形態
卵形の殻は殻長6センチ（最大8センチに達する）。殻は厚く、膨らみはやや弱い。低く不規則な同心円肋で覆われるが、殻項近辺は平滑である。4本の弱い放射彩あり 。
殻の内側は黄白色。外套線湾入はやや弱く、丸い。親指状に殻中心部に向かい突き出る。斧足は赤く、和名の由来になっている。

## 生態
潮間帯から水深50メートルの細砂底に棲息する。駿河湾では水深20 - 60メートルに仕掛けるヒラメ網に混獲される。

## 人との関わり
食用。インドネシアで生産される冷凍食品の「シーフードミックス」に本種が使用されていることがある。

## 異名
- Tapes greeffei (Dunker, 1877)[1]
- Tapes vernicosa (Gould, 1861)[10]

## 脚註
1. 1 2  “滑頂橫簾蛤”. 臺灣貝類資料庫.   中央研究院生物多樣性研究中心. 2021年3月8日閲覧。
2. ↑  “Paphia vernicosa (Gould, 1861) アケガイ”. BISMaL. 2021年3月8日閲覧。
3. ↑  A. A. Gould (1861). “Description of new shells collected by the United States North Pacific Exploring Expedition”. Proceedings of the Boston Society of Natural History (7):  385-389.
4. 1 2  アボット&ダンス 1985, p. 333.
5. 1 2  浅賀正義. “二枚貝（４）”.   千葉県総合教育センター. 2021年3月8日閲覧。
6. 1 2  奥谷 2017, p. 1247.
7. 1 2  世界文化社 1986, p. 333.
8. ↑  “貝の分布”. 東海大学自然史博物館.   東海大学社会教育センター. 2021年3月8日閲覧。
9. ↑  山尾政博. “インドネシア水産加工業の動向に関する調査報告 ―主に対日輸出志向型企業を中心に―” (PDF).   広島大学大学院生物圏科学研究科食料生産管理学研究室. 2021年3月8日閲覧。
10. ↑  “Paphia vernicosa (Gould, 1861)”. GBIF. 2021年3月8日閲覧。